# Български планински кон
Българските планински коне са полудиви еднокопитни животни.
Срещат се из повечето български планини, най-вече из Стара планина в района между Златица и Котел. Около Карлово има над 400 такива животни. Съществува твърдение, че произлизат от някогашните каракачански коне.
Българските планински коне се отличават с гъста козина и голяма глава; къса, мускулеста шия, дълбок гръден кош, широк гръб, силни крака и солидни копита; буйна грива и опашка.
През пролетта планинските коне могат да се срещнат в по-ниските части, но в края на май се изкачват нагоре до 2000-2200 м. През по-голямата част от годината обитават на височина 1000 – 1200 м.